# Antonio da Morbegno
Antonio da Morbegno, né en Lombardie, est un sculpteur actif à Mantoue au début du XVIe siècle.

## Biographie
Né en Lombardie, Antonio da Morbegno a réalisé le monument funéraire de la comtesse Lucia Rangoni Rusca dans la chapelle familiale de l'église à Modène, et aussi celle de son mari, le comte Francesco Maria Rangoni. Les deux œuvres ont été achevées en 1515.